# Jógvan Martin Olsen
Jógvan Martin Olsen (* 30. Juli 1961 in Toftir) ist ein ehemaliger färöischer Fußballspieler und heutiger Fußballtrainer.

## Vereine
Olsen begann seine Karriere 1979 bei B68 Toftir in der zweiten Liga. 1981 trat er nach dem erreichten Aufstieg erstmals in der ersten Liga an. Insgesamt spielte Olsen 15 Jahre in Toftir. In dieser Zeit holte er drei Meistertitel (1984, 1985, 1992). Beim letzten Titel zählten Øssur Hansen und Abraham Løkin zu seinen Mannschaftskollegen. 1994 wechselte er zu LÍF Leirvík in die zweite Liga, ehe er 1996 zu B68 Toftir zurückkehrte und in zwei Jahren noch vier Spiele für die zweite Mannschaft bestritt.

## Europapokal
Seine einzigen beiden Europapokalspiele absolvierte Olsen 1993/94 für B68 Toftir in der Vorrunde der Champions League gegen Croatia Zagreb. Im Hinspiel, welches 0:5 verloren wurde, kam er in der 61. Minute für Jákup Djurhuus auf den Platz. Das Rückspiel bestritt Olsen von Beginn an, dieses endete 0:6.

## Nationalmannschaft
International spielte Olsen einmal beim 7:1-Sieg gegen Åland am 12. Juli 1989 für die Nationalmannschaft der Färöer, als er in der 80. Minute für Jens Erik Rasmussen eingewechselt wurde, dieses Länderspiele ist jedoch als inoffiziell zu bewerten.

## Trainer
Bereits in seiner aktiven Karriere begann Olsen als Trainer, von 1994 bis 1998 war er für die färöische U-17-Auswahl verantwortlich. Nebenbei fungierte er für einige Spiele als Trainer für LÍF Leirvík und B68 Toftir. Ab 1996 nahm er zusätzlich das Amt des Co-Trainers der Färöischen A-Nationalmannschaft wahr, ab 1998 betreute Olsen als Cheftrainer anstatt der U-17 die färöische U-19-Auswahl. 2002 kehrte er in den Klubfußball zurück und trainierte zwei Jahre lang den NSÍ Runavík. Hierbei gewann er in seinem ersten Amtsjahr den färöischen Pokal mit einem 2:1 gegen HB Tórshavn, zudem wurde er zum Trainer des Jahres gewählt.
Im Oktober 2005 wurde Olsen als Nachfolger von Henrik Larsen zum neuen Cheftrainer der Färöischen A-Nationalmannschaft benannt, als Co-Trainer wurde ihm John Petersen zur Seite gestellt. Im Januar 2008 nahm Jens Martin Knudsen den Platz von Petersen als neuer Co-Trainer ein. Am 29. September 2008 erklärte Olsen seinen Rücktritt von diesem Posten nach den nächsten beiden WM-Qualifikationsspielen, bis dahin hatte er von 18 Begegnungen alle verloren.
Ab 2009 trainierte er den Erstligisten Víkingur Gøta. In seiner ersten Saison wurde er mit der Mannschaft durch ein 3:2 gegen EB/Streymur färöischer Pokalsieger. 2012 konnte der Erfolg im Elfmeterschießen gegen denselben Gegner wiederholt werden. Ein Jahr später wurde Olsen nach dem 15. Spieltag und der 2:4-Heimniederlage gegen HB Tórshavn auf Platz acht liegend entlassen. Ende 2013 unterschrieb er einen Vertrag beim in die erste Liga aufgestiegenem B68 Toftir. Zum Saisonende stand der letzte Platz und somit der Abstieg in die zweite Liga zu Buche, das Engagement wurde dort nicht mehr fortgesetzt. Zur Saison 2016 trainierte Olsen ÍF Fuglafjørður. Nach der 0:4-Heimniederlage in der ersten Pokalrunde gegen KÍ Klaksvík verließ er den Verein.
Seit 2017 betreut Olsen erneut die U-19-Auswahl der Färöer.

## Erfolge

### Als Spieler
- 3× Färöischer Meister: 1984, 1985, 1992

### Als Trainer
- 3× Färöischer Pokalsieger: 2002, 2009, 2012
- 1× Trainer des Jahres: 2002[8]